# کوسوکه گوتو
کوسوکه گوتو (انگلیسی: Kosuke Goto؛ زادهٔ ۲۳ ژوئیهٔ ۱۹۹۴) بازیکن فوتبال اهل ژاپن است.